# Heerlijkheid Rohrau
De heerlijkheid Rohrau was gelegen in Neder-Oostenrijk.
Rohrau was oorspronkelijk in het bezit van een zijtak van het huis Liechtenstein. Na het uitsterven van deze zijtak in 1278 kwam de heerlijkheid in het bezit van de familie van Stadeck. Toen deze heren in 1400 uitstierven lijfde Oostenrijk de heerlijkheid in. Keizer Wenceslaus beschouwde de burcht echter als rijksleen en beleende de graaf van Cili. In 1404 kwam Rohrau vervolgens aan de graven van Montfort-Bregenz. Sinds 1455 fungeerde het als Oostenrijks leen. 
In 1524 kwam de heerlijkheid in het bezit van de familie Harrach. Op 12 april 1566 werd de heerlijkheid verheven tot vrije rijksheerlijkheid en op 6 november 1627 tot rijksgraafschap.